# Božidar Bandović
Božidar Bandović (Kirin Serbia: Божидар Бандовић; sinh ngày 30 tháng 8 năm 1969) là huấn luyện viên và cựu cầu thủ bóng đá người Montenegro hiện đang dẫn dắt câu lạc bộ PT Prachuap tại Thai League 1.

## Sự nghiệp cầu thủ
Sinh ra ở Nikšić, CHXHCN Montenegro, ông cùng Sao Đỏ Belgrade giành được một danh hiệu vô địch quốc gia vào mùa 1994-95 và hai cúp quốc gia (1993 và 1995).

## Sự nghiệp huấn luyện viên

### Châu Âu
Ông bắt đầu sự nghiệp cầm quân bằng việc làm trợ lý huấn luyện viên cho huấn luyện viên người Hy Lạp Babis Tennes tại FC Akratitos và FC Kerkyra tại giải hạng hai Hy Lạp. Sau đó, ông làm trưởng phòng phân tích, tuyển trạch viên cho Olympiakos. Ông cũng từng làm trợ lý huấn luyện viên cho José Segura và Ewald Lienen. Bandović có 2 lần làm huấn luyện viên tạm quyền của Olympiakos, lần đầu vào tháng 9 năm 2009, trước khi Zico đến và lần thứ hai vào tháng 1 năm 2010 sau khi Zico và Temuri Ketsbaia bị sa thải. Từ tháng 11 năm 2010 đến tháng 11 năm 2011, Bandović làm huấn luyện viên của Kerkyra.

### Châu Á
Tháng 6 năm 2012, ông trở thành huấn luyện viên của FC Baku tại Azerbaijan, 10 ngày trước khi giải vô địch quốc gia bắt đầu. Dưới sự dẫn dắt của huấn luyện viên Bandović, đội đã có lần đầu tiên trong lịch sử vào đến bán kết Cúp quốc gia Azerbaijan. Đây cũng là lần đầu tiên trong lịch sử, đội bất bại trong 10 trận.

#### Thái Lan
Từ ngày 4 tháng 1 năm 2014 đến 4 tháng 8 năm 2016, ông lần lượt dẫn dắt Buriram United, BEC Tero Sasana, Sisaket.
Trở lại dẫn dắt Buriram United vào năm 2017, ông tạo ra 2 kỷ lục mới cùng đội bóng khi hai kỷ lục mới khi giành được 87 điểm trong một mùa giải và có 15 trận thắng liên tiếp. Cũng tại mùa giải này, ông cũng cùng đội lọt vào "vòng 1/8" của AFC Champions League sau khi vượt qua Quảng Châu Evergrande, Cerezo Osaka và Jeju United tại vòng bảng trước khi gặp thất bại trước Jeonbuk Hyundai Motors.

#### Chennaiyin
Ngày 10 tháng 7 năm 2021, Bandović ký hợp đồng 1 năm với Chennaiyin tại Ấn Độ. Tháng 2 năm 2022, Bandović rời Chennaiyin với thành tích 5 thắng, 4 hoà, 7 thua.

#### Hà Nội
Ngày 3 tháng 1 năm 2023, ông được bổ nhiệm làm huấn luyện viên trưởng của Hà Nội để thay thế huấn luyện viên Chun Jae-ho do không có bằng cấp HLV chuẩn AFC Pro.

## Danh hiệu
Olympiakos
- Giải bóng đá vô địch quốc gia Hy Lạp
  - Vô địch: 2007–2008, 2008–2009, 2010–2011
  - Á quân: 2009–2010
- Cúp bóng đá Hy Lạp
  - Vô địch: 2007–2008, 2008–2009
- Siêu cúp Hy Lạp
  - Vô địch: 2007

BEC Tero Sasana
- Cúp Ngoại hạng Toyota
  - Vô địch: 2015

Buriram United
- Thai League 1
  - Vô địch: 2017, 2018, 2019
- Mekong Club Championship
  - Vô địch: 2016

Hà Nội
- Giải bóng đá Vô địch Quốc gia Việt Nam
  - Á quân: 2023
- Giải bóng đá Tứ Hùng LienVietPostbank Cup
  - Vô địch: 2023
- Siêu cúp bóng đá Việt Nam
  - Vô địch: 2022

## Thành tích
Olympiakos
- UEFA Champions League
  - Vòng 1/16: 2009–10